# Okręg Central River
Okręg Central River – jest największym z pięciu okręgów w Gambii. Stolicą okręgu jest Janjanbureh, na wyspie MacCarthy Island. Największym skupiskiem ludności jest Bansang (ok. 8500 mieszkańców).
W skład okręgu wchodzi 10 dystryktów:
- Fulladu West
- Janjanbureh
- Lower Saloum
- Niamina Dankunku
- Niamina East
- Niamina West
- Niani
- Nianija
- Sami
- Upper Saloum